# Robert Fountain
Robert Fountain (Galles, 1969) è un calcolatore prodigio britannico.
Laureato in fisica nucleare, ha vinto nel 1998 e nel 2000 la Mind Sports Olympiad (MSO) con la squadra del Galles.
Nel 2004 e 2006 ha vinto la Coppa del mondo di calcolo mentale (Mental Calculation World Cup), in entrambi i casi davanti all'olandese Jan van Koningsveld.
Ha dichiarato di aver cominciato ad interessarsi al calcolo mentale all'età di 11 anni, dopo aver visto un'esibizione di Willem Klein in una trasmissione televisiva .